# نزدیک به لبه
نزدیک به لبه (به انگلیسی: Close to Edge) پنجمین آلبوم گروه موسیقی یس است. این آلبوم در ماه سپتامبر ۱۹۷۳ توسط ناشر آن‌ها آتلانتیک پخش شد. اعضای گروه به دنبال موفقیتی که پس از پخش آلبوم قبلی خود، شکننده، بدست آوردند، تولید آلبومی را آغاز کردند که دارای آهنگ‌های با مدت زمان طولانی بود و نتیجه‌اش آلبوم نزدیک به لبه شد که از سه قطعه تشکیل شده و ترانهٔ همنام آلبوم تمام سمت نخست را به خود اختصاص داد.
با انتشار آلبوم، گروهی توری برای این آلبوم به مدت سه ماه برگزار کرد. آلبوم بازخورد خوبی را دریافت کرد و میزان فروش خوبی داشت، به طوری که در پادشاهی متحده تا جایگاه سوم و در ایالات متحده آمریکا نیز تا جایگاه چهارم بالا آمد. آهنگ «و تو و من» به عنوان یک تک‌آهنگ منتشر شد و تا جایگاه ۴۲ در ۱۰۰ آهنگ داغ بیلبورد بالا آمد. به دلیل فروش بیش‌تر از یک میلیونی، آلبوم در ایالات متحده گواهی پلاتین را از انجمن صنعت ضبط موسیقی ایالات متحده آمریکا دریافت کرد.
پس از پایان یافتن مراحل ساخت آلبوم،بیل بروفرد ،درام نواز گروه، بدلیل خسته‌شدن از نوع ساخت موسیقی گروه را ترک کرد و به گروه کینگ کریمسون پیوست.

## فهرست ترانه‌ها
1. Close to Edge
2. And You and I
3. Siberian Khatru